# Tauno Kukkamäki
Tauno Johannes Kukkamäki (Heinola landskommun, 11 ottobre 1909 – Helsinki, 1º maggio 1997) è stato un geodeta finlandese, noto soprattutto per le sue ricerche sulla rifrazione di livellamento. È stato direttore dell'Istituto Geodedico Finlandese dal 1963 al 1977 e presidente dell'Associazione internazionale di geodesia.
L'asteroide 2159 Kukkamäki è stato denominato in suo onore.

## Biografia
Kukkamäki, figlio dell'agricoltore Juho Kukkamäki e di Aina Maria Roni, nacque nel 1909, conseguì il Bachelor of Arts nel 1930, il Master of Arts nel 1932, la Licenza in Filosofia nel 1933 e il Dottorato in Filosofia nel 1940. Quell'anno difese la sua tesi di dottorato all'Università di Turku sulla metrologia della lunghezza per mezzo del comparatore Väisälä. Divenne noto anche per avere fatto conoscere in tutto il mondo le conquiste scientifiche del suo maestro, il professor Yrjö Väisälä. Fu livellatore di precisione presso l'Istituto Geodetico dal 1935 al 1940, geodeter statale junior dal 1940 al 1957 e geodetico statale senior e professore dal 1957 al 1963. È stato direttore dell'Istituto Geodetico dal 1955 al 1956 e dal 1959 al 1961 e direttore dell'istituto dal 1963 al 1977. 
Insegnò all'Università di Helsinki, dove fu professore associato dal 1940 al 1963, e all'Università di Turku. È stato anche ricercatore e insegnante presso la Ohio State University dal 1952 al 1954. Fu membro dei comitati di ispezione delle frontiere del Trattato di Mosca nel 1940 e del confine di Porkkala nel 1944.
Kukkamäki fu il capo delle spedizioni per le eclissi solari nella Costa d'Oro nel 1947, della spedizione geodetica in Argentina nel 1953, della spedizione per le eclissi solari della Ohio State University in Groenlandia nel 1954 e della spedizione geodetica nei Paesi Bassi nel 1957. Lavorò come esperto per le Nazioni Unite (ONU) in Birmania dal 1957 al 1958. Fu attivo per molti anni nell'Associazione Internazionale di Geodesia, di cui è stato vicepresidente dal 1957 al 1960 e presidente dal 1975 al 1979. Divenne membro esecutivo della Società Geografica Finlandese nel 1936 e ne fu presidente nel 1956 e nel 1962. Fu eletto membro dell'Accademia Finlandese delle Scienze nel 1951 e dell'Accademia di Ingegneria nel 1959.
Forse il più grande contributo di Kukkamäki sono state le formule con cui gli errori ottici del livellamento di precisione possono essere cancellati.
Morì il	5 maggio 1997 ad Helsinki all'età di 87 anni.